# П'ячкалово (Бабаєвський район)
П'ячкалово — присілок в Бабаєвському районі Вологодської області Росії.
Входить до складу Борисовського сільського поселення (з 1 січня 2006 року по 13 квітня 2009 року входила в Афанасовське сільське поселення).
Відстань автодорогою до районного центру Бабаєво — 55 км, до центру муніципального утворення села Борисово-Судське по прямій — 14 км. Найближчі населені пункти — с. Афанасово, с. Овсянніково, с. Ігумново. Станом на 2002 рік постійного населення не було.